# Municipio de Augsburg
El municipio de Augsburg (en inglés: Augsburg Township) es un municipio ubicado en el condado de Marshall en el estado estadounidense de Minnesota. En el año 2010 tenía una población de 74 habitantes y una densidad poblacional de 0,79 personas por km².

## Geografía
El municipio de Augsburg se encuentra ubicado en las coordenadas 48°30′0″N 96°42′54″O / 48.50000, -96.71500. Según la Oficina del Censo de los Estados Unidos, el municipio tiene una superficie total de 93.68 km², de la cual 93,68 km² corresponden a tierra firme y (0 %) 0 km² es agua.

## Demografía
Según el censo de 2010, había 74 personas residiendo en el municipio de Augsburg. La densidad de población era de 0,79 hab./km². De los 74 habitantes, el municipio de Augsburg estaba compuesto por el 95,95 % blancos y el 4,05 % eran de una mezcla de razas. Del total de la población el 0 % eran hispanos o latinos de cualquier raza.